# 約瑟夫·伯姆

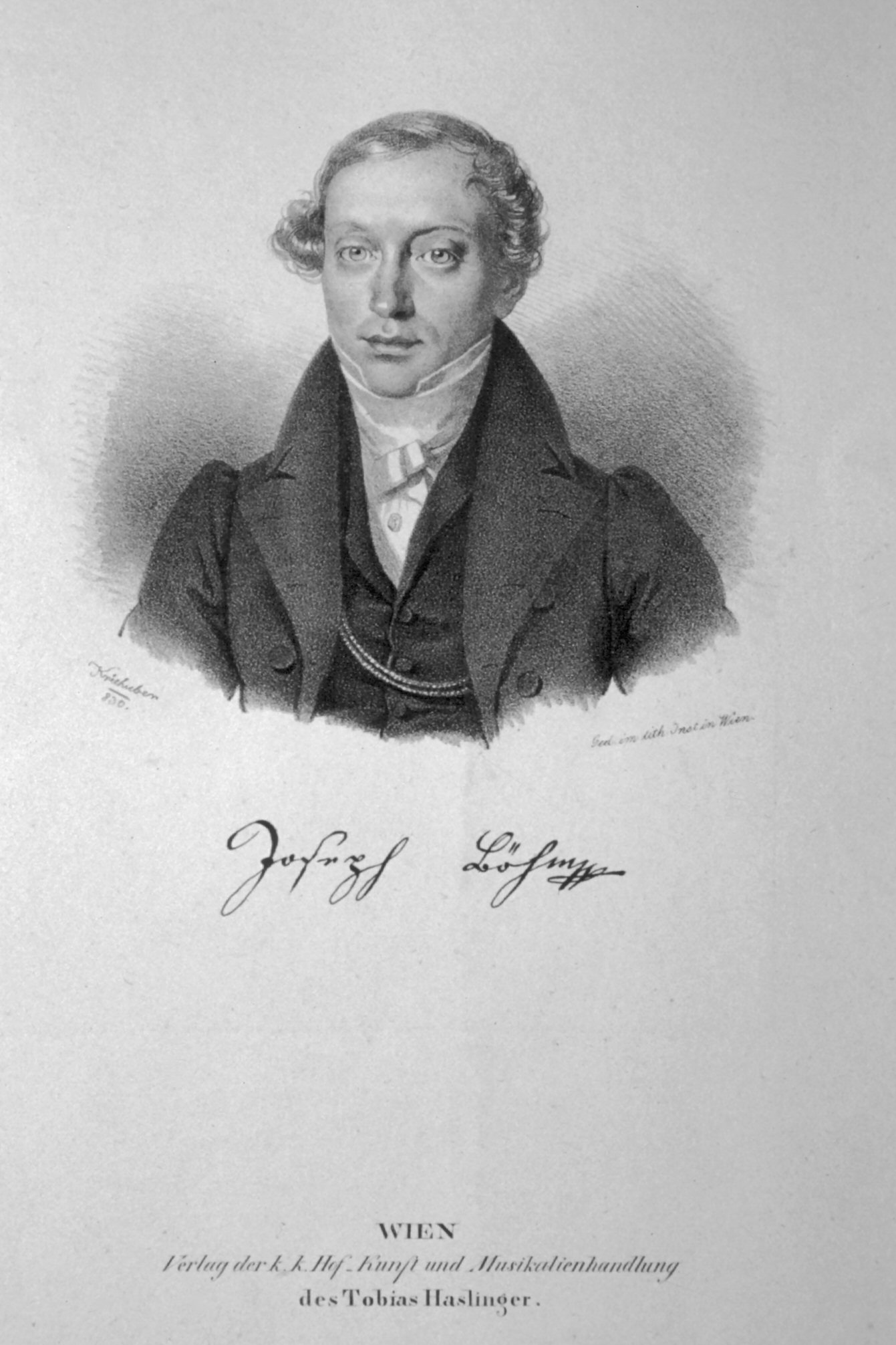
约瑟夫·伯姆石板画，约瑟夫·克里胡贝尔作，1830年

約瑟夫·伯姆（1795年3月4日—1876年3月28日），奥匈帝国小提琴家、作曲家。他是19世纪最重要的小提琴教育家之一，也被公认为维也纳小提琴乐派的创始人。

## 生平
1795年生于布达佩斯，自小跟随他的父亲（Pester剧院乐团首席）学习音乐。9岁开始其长达4年的“艺术旅程”，途经波兰，1813年左右到达维也纳，于1816年做第一次公演。他超凡的演奏技艺让他迅速成为当时维也纳最优秀最有名气的小提琴家。他能迅速成名的原因之一是他能背谱演奏，这在当时是绝无仅有的。当时著名音乐评论家爱德华·汉斯力克对他演奏风格的评价是“伯姆琴音之浑厚响亮，音色之优雅高贵，给人留下十分深刻的印象。”
1819年他受维也纳音乐之友协会之邀，聘为维也纳音乐之友音乐学院（维也纳音乐与表演艺术大学的前身）第一任小提琴教授，并受任开创乐器演奏学科。 在音乐学院任教期间为小提琴教育事业做出了巨大的贡献，同时也取得了巨大成就。他被视为“维也纳小提琴乐派”的创始人。
1875年在维也纳逝世，享年81岁。

## 外部連結
- 約瑟夫·伯姆的免费乐谱，由国际乐谱典藏计划提供